# Na krawędzi (singel)
Na krawędzi – utwór polskiego zespołu Closterkeller z jego szóstego studyjnego albumu, Graphite. Skrócona wersja radiowa ukazała się jako pierwszy singel promujący album w marcu 1999 roku. Poza utworem tytułowym singel zawierał radiową wersję utworu „Ate” oraz radio edit utworu „Fortepian”. W wersji singlowej „Ate”, Anja Orthodox zamieniła słowo Bóg na On, co dodatkowo uwypukliło dość kontrowersyjną wymowę całego tekstu.

## Lista utworów
Opracowano na podstawie materiału źródłowego.
1. „Na krawędzi (radio edit)” (muz. Krzysztof Najman, sł. Anja Orthodox) – 3:36
2. „Ate (wersja singlowa)” (muz. Krzysztof Najman, sł. Anja Orthodox) – 4:05
3. „Fortepian (radio edit)” (muz. Krzysztof Najman, sł. Anja Orthodox) – 4:11

## Twórcy
- Anja Orthodox – śpiew
- Paweł Pieczyński – gitara
- Krzysztof Najman – gitara basowa
- Michał Rollinger – instrumenty klawiszowe
- Gerard Klawe – perkusja

## Notowania
Opracowano na podstawie materiału źródłowego.
| Notowanie                               | Pozycja |
| --------------------------------------- | ------- |
| Plebiscyt „Tylko Najlepsi” - Tylko Rock | 7       |
| Szczecińska Lista Przebojów             | 13      |
| 30 ton – lista, lista przebojów         | 13      |
| Lista przebojów Programu Trzeciego      | 14      |

## Teledysk
Do utworu „Na krawędzi” nakręcono teledysk, który swą premierę telewizyjną miał na początku 1999. 
Teledysk był emitowany w telewizji, oprócz tego znalazł się na DVD Act III, wydanym w 2003 roku oraz na ścieżce multimedialnej zawartej na płycie Graphite.